# Odessa (Texas)
Odessa je americké město v Ector County v západním Texasu. Bylo založeno v roce 1881. Je nejdůležitějším městem a sídlem aglomerace Odessa, Texas Metropolitan Statistical Area, která zahrnuje celou Ector County. Tato aglomerace je součástí větší aglomerace Midland-Odessa, Texas Combined Statistical Area, která má přibližně 270 000 obyvatel.
Ve městě se nacházejí tři univerzity, University of Texas of the Permian Basin, Texas Tech University Health Sciences Center a Odessa College. Město má i vlastní symfonický orchestr.
Přestože ekonomika je stále založena na těžbě ropy, byly učiněny kroky směrem k diverzifikaci zdrojů. Ve městě je nový průmyslový park, kde působí společnosti jako Family Dollar Corporation a Telvista. Coca Cola postavila nové distribuční centrum v roce 2007. Bylo postaveno i několik hotelů. V listopadu 2007 byl podepsán kontrakt s firmou, která zde bude vyrábět součástky pro helikoptéry.